# Welshly Arms
Welshly Arms (перекладається з англ. як «валлійська зброя») — американський блюз-рок гурт з Клівленду, штату Огайо. Гурт розпочав свою активну музичну діяльність в 2013 році, випустивши мініальбом «Welcome». Наступного року колектив презентував мініальбом «Covers». У 2015 році вийшов їхній перший повноцінний альбом з однойменною, до гурту, назвою «Welshly Arms». Welshly Arms живе та записує увесь свій матеріал у Клівленді, штаті Огайо.
Пісні колективу появлялися в трейлерах до двох кінострічок: Зустріч однокласників (у головній ролі Джек Блек) та Мерзенна вісімка (знято Квентіном Тарантіно).

## Вплив
Формувалися під впливом Джимі Гендрікса, The Temptations, Otis Redding, та Howlin' Wolf. Також на них здійснили значний вплив гурти з їхнього рідного міста Клівленд, такі як The O'Jays, The James Gang та The Black Keys.

## Учасники
- Сем Гец ― головний вокал, гітара
- Бретт Ліндеманн ― клавіші, вокал
- Джиммі Вівер ― басс, вокал
- Майкі Гулд ― барабани
- Брі Браянт ― бек-вокал
- Джон Браянт ― бек-вокал

## Дискографія
Студійні альбоми
- Welshly Arms (Position Music, 2015)
- No Place Is Home (Position Music, 2018)

Мініальбоми (EPs)
- Welcome EP (2013)
- Covers EP (2014)
- Legendary EP (2017) US Billboard Alternative Songs Chart No. 14

## Відеокліпи
- Legendary (2017)
- Sanctuary (2018)
- Stand (2020)
- Save me from the monster in my head (2020)
- Are you lonely? (2021)